# Apodidae
Los apódidos (Apodidae) son una familia de aves apodiformes conocidos vulgarmente como vencejos y salanganas. Son superficialmente similares a las golondrinas de la familia Hirundinidae, que pertenecen a otro orden (Passeriformes) y con las cuales no guardan ninguna relación. Los apódidos están estrechamente relacionados con los colibríes, que o bien se clasifican taxonómicamente en Apodiformes, o en su orden propio (Trochiliformes).
Ninguna otra familia de aves está tan adaptada a la vida en el aire como la de los vencejos. Todas las especies son voladores rápidos y de larga duración, y las especies más grandes alcanzan velocidades de más de 150 km/h en vuelo horizontal. Las aves se alimentan de insectos y arácnidos que son atrapados en el aire. Incluso el material de nidificación se recoge casi exclusivamente en vuelo; algunas especies también pasan la noche en el aire. La mayoría de las especies viven en los trópicos; Fuera de los trópicos, los marineros son principalmente migrantes de larga distancia y cruzan el ecuador durante la migración.
La familia, con sus poco más de 90 especies, se divide en dos subfamilias, la mayor de las dos en tres tribus, lo que da lugar a cuatro grupos principales: la subfamilia Cypseloidinae (navegadores americanos originales) y las tribus Collocaliini (salanganos), Chaeturini (espinosos -Vencejos de cola) y Apodini (típicos marineros).
El vencejo común ( Apus apus) es el vencejo más conocido y, por mucho el mejor investigado. Es la única especie que tiene una distribución amplia en Europa. En Europa Central ahora utiliza casi exclusivamente lugares de anidación artificiales y generalmente se reproduce en edificios de piedra de varios pisos. En pleno verano, los sociables vencejos, como muchos otros marineros, llaman mucho la atención en el aire sobre las ciudades con sus estridentes graznidos.
Algunas especies de salanganos del sudeste asiático tienen la capacidad excepcional de las aves para ecolocalizarse. Esto les permite orientarse en los extensos sistemas de cuevas donde se encuentran sus lugares de anidación. Los nidos de algunas de estas especies se utilizan para la llamada sopa de nido de golondrina, un manjar de la cocina china, que requiere medidas de protección para evitar mayores descensos de población.

## Características
Los parecidos entre los vencejos y las golondrinas son debido a evolución convergente que refleja estilos de vida similares basados en la caza de insectos en vuelo.
El nombre científico de la familia proviene del idioma griego y significa sin pies (Apodidae), dado que los vencejos tienen las patas muy cortas y nunca se posan voluntariamente en la tierra, pero sí se posan colgando de superficies verticales, ya que posarse en horizontal podría significar la muerte del ave al no poder remontar el vuelo, teniendo patas tan cortas y alas tan largas; ya que no tiene un punto de apoyo adecuado para iniciar el vuelo. La tradición de pintar el vencejo sin los pies provienen de la Edad Media, como puede verse en la merleta heráldica.

## Historia natural
Los vencejos han desarrollado formas de ecolocalización para orientarse en cuevas oscuras donde duermen. Se sabe que Aerodramus sawtelli utiliza la ecolocalización fuera de sus cuevas. Se ha descubierto que una especie, Aerodramus papuensis, utiliza estas llamadas de ecolocalización fuera de las cuevas para alimentarse por la noche.
Como las golondrinas, los vencejos ocupan regiones templadas, son fuertemente migratorios e invernan en los trópicos.
Muchos vencejos tienen una forma característica, una cola ahorquillada corta y las alas muy largas que se parecen a una media luna o un bumerán. El vuelo de algunas especies se caracteriza por un distintivo "golpeteo", diferente al de las golondrinas. 
La reproducción de vencejos, aviones, etc. suele realizarse en oquedades en paredes. El nido de otras muchas especies, sin embargo, es adherido a una pared o superficie vertical con la saliva del ave, y el género Aerodramus usa sólo esa substancia que es la base para cocinar la exótica "sopa de nidos" de esta ave, muy codiciada en algunas culturas.

## Reproducción
En todos los vencejos existe una dependencia entre la época de cría y la disponibilidad de insectos. En los trópicos esto suele llevar a la cría durante la estación de lluvias, en latitudes templadas las crías se crían durante los meses de verano. El periodo más corto de disponibilidad de alimento suficiente en las latitudes más altas permite una sola cría anual, mientras que en las zonas climáticas con mayor abundancia de insectos, las segundas crías son la norma. Ambos sexos participan por igual en la crianza de las crías en todos los vencejos.

### Lugar de nidificación y nido

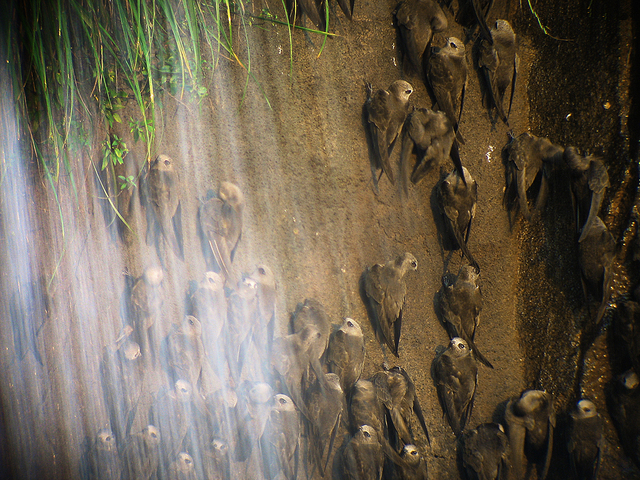
Los lugares de nidificación del Vencejo hollín (Cypseloides senex) son particularmente inaccesibles, situados detrás de cascadas.

Los vencejos prefieren lugares de nidificación especialmente inaccesibles para los depredadores del nido, ya que apenas pueden defenderse de los enemigos. La mayoría de las especies prefieren lugares oscuros. Esto es especialmente evidente en la salangana, capaz de ecolocalizar, que a menudo recorre largas distancias en cuevas en total oscuridad. A pesar de la amplia gama de lugares de nidificación utilizados dentro de la familia, la mayoría de las especies tienen requisitos muy específicos. Para muchas, una gran altitud sobre el suelo y la posibilidad de volar libremente hacia y desde la entrada de la cavidad del nido es un factor decisivo. Muchas especies de vencejos crían en colonias, que pueden ser grandes y estar densamente pobladas. Algunas especies utilizan también o exclusivamente lugares de nidificación construidos por el hombre, es decir, zonas adecuadas o cavidades en edificios.
Algunas especies de vencejos también se apoderan de nidos de otras especies; el vencejo Horus (Apus horus), que se apropia sobre todo de nidos de abejarucos, martín pescador o golondrinas. A veces también se producen tomas violentas; el vencejo rabiblanco (Apus caffer), que ha inducido a las golondrinas de pecho rojo a preferir lugares de nidificación a menos de un metro del suelo. Esto también demuestra que este parasitismo de cría debe ser más antiguo en términos evolutivos.
El nido típico del vencejo es un caparazón plano y autoportante, a menudo fijado a una superficie vertical. El material de nidificación - principalmente materia vegetal y plumas - suele ser recogido en vuelo con el pico, por lo que la construcción del nido suele ser bastante errática; el progreso es mayor en condiciones ventosas. La mayoría de los vencejos utilizan saliva para pegar el material de nidificación, por lo que las glándulas salivales de los pájaros aumentan de tamaño durante la época de cría. El uso de la saliva llega a su extremo en los salanganes, sobre todo en el salangane de nido blanco (Aerodramus fuciphagus), cuyo nido se compone exclusivamente de saliva. El vencejo palmero ('Cypsiurus parvus) también utiliza la saliva para pegar al nido los huevos, que pone en una posición comparativamente expuesta.
En algunas especies hay claras desviaciones del nido clásico del vencejo. Los representantes de la subfamilia Cypseloidinae y posiblemente también los vencejos de cola espinosa (Chaturini) no utilizan saliva al construir sus nidos. Algunas de estas especies, nativas de los trópicos, también se las arreglan sin construir un nido y utilizan un hueco en el sustrato del lugar de nidificación. Los nidos de las dos especies de Panyptila nativas de Sudamérica tropical, por ejemplo, también difieren significativamente del típico nido de vencejo: sus nidos cuelgan de la parte inferior de una rama o de una roca saliente y consisten en un tubo que puede medir hasta 60 centímetros de largo, con el orificio de entrada en el extremo inferior. Los huevos se encuentran en una especie de compartimento en la parte superior de esta estructura.

### Cortejo y apareamiento
El vínculo de pareja en los vencejos es generalmente muy fuerte y las monógamas las relaciones de pareja duran más de una temporada en casi todos los casos estudiados. Hasta cierto punto, esto se debe probablemente también a la fidelidad de los vencejos al lugar de nidificación. En las aves migratorias, las parejas reproductoras del año anterior no llegan juntas al lugar de nidificación y los lazos de pareja tienen que renovarse al principio de la temporada. El comportamiento de las parejas se parece inicialmente a los gestos amenazadores que también muestran cuando un pájaro extraño entra en la cavidad del nido.
Los diversos juegos de vuelo de los vencejos han sido estudiados varias veces, su función a menudo no está clara y también hasta qué punto sirven para encontrar pareja. En el caso de vencejos de chimenea en particular, se puede observar a menudo inmediatamente después de la llegada a la zona de cría cómo las parejas se separan de una bandada más grande y siguen volando juntas persiguiéndose. Más tarde, a menudo se forman grupos de tres, con dos pájaros, presumiblemente machos, que persiguen a una hembra. Durante estos vuelos de cortejo, las aves muestran a menudo una posición en V de las alas, en la que las puntas de las alas pueden tocarse sobre el dorso, que a veces también puede oírse.
Al menos en el caso de los vencejos, se considera probado que la copulación tiene lugar en el aire. El macho se posa sobre el lomo de la hembra perseguida, lo que normalmente sólo consigue tras unos cuantos intentos fallidos, que pueden formar parte del ritual. Durante el contacto, que dura sólo unos segundos, la pareja pierde altura rápidamente en vuelo de planeo, a veces uno o ambos pájaros baten las alas. En otras especies de vencejos se describen procesos similares, aunque también diferentes, que también se interpretan como apareamiento en el aire. En muchos vencejos se ha observado también el apareamiento en el lugar de nidificación; en el caso de salanganes se piensa que es la única posibilidad. También hay pruebas de apareamiento en la cavidad del nido en vencejos. El significado evolutivo del apareamiento aéreo no está claro.)</ref>

### Puesta y cría

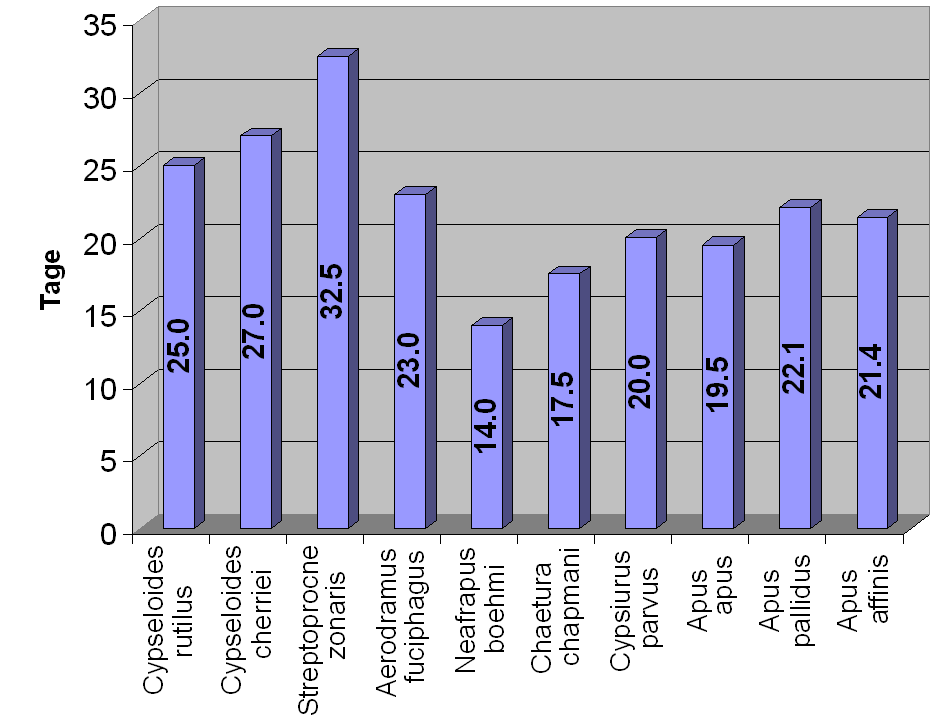
Periodo de incubación de diferentes especies de vencejos

Los huevos de todos los vencejos son uniformemente blancos y mates. Son pequeños en relación con el tamaño de las aves, pero tienen un alto contenido de yema. Las dimensiones de los huevos oscilan entre aproximadamente 15,5 × 10 milímetros en el Vencejo Coliblanco y 43 × 28,5 milímetros en el Vencejo Cuellilargo. El tamaño de la puesta varía mucho: algunos Salanganes, por ejemplo, ponen un solo huevo, mientras que las puestas de algunas especies de Chaetura o Hirundapus comprenden hasta siete o más.>
En muchas especies, existe una fuerte dependencia entre el tamaño de la puesta y las condiciones meteorológicas y, por tanto, el suministro de alimento. También la muy diferente duración de la reproducción de los distintos géneros muestra tal dependencia. Es extremadamente variable en algunos vencejos que crían en latitudes templadas, por ejemplo el vencejo común. Los huevos son resistentes al enfriamiento durante las pausas de cría relacionadas con el tiempo.
En diversos estudios se constató que las nidadas con huevos adicionales no lograban por ello un mayor éxito reproductor. Esto demuestra que el tamaño de la puesta está bastante bien adaptado a las condiciones respectivas, y también que la crianza de la nidada representa un esfuerzo considerable para las aves adultas. Los vencejos australianos (Aerodramus terraereginae) han desarrollado una estrategia especial, que se considera una adaptación a la disponibilidad altamente impredecible y a la escasez extrema de alimentos. La especie tiene dos nidadas anuales, cada una con un huevo. El segundo huevo, que se pone 50 días después del primero, es incubado principalmente por el polluelo de la primera nidada. También puede incubar durante la noche mientras los adultos están presentes. Después de salir volando, los adultos se encargan del resto de la incubación.
En el vencejo americano, los ayudantes de cría no son infrecuentes. En el 21% de las nidadas estudiadas, tres pájaros participaban en la crianza de las crías, y en el 6% cuatro pájaros. Los ayudantes de cría a menudo no son aún crías de un año, sino también aves muy viejas.

### Desarrollo de las aves jóvenes

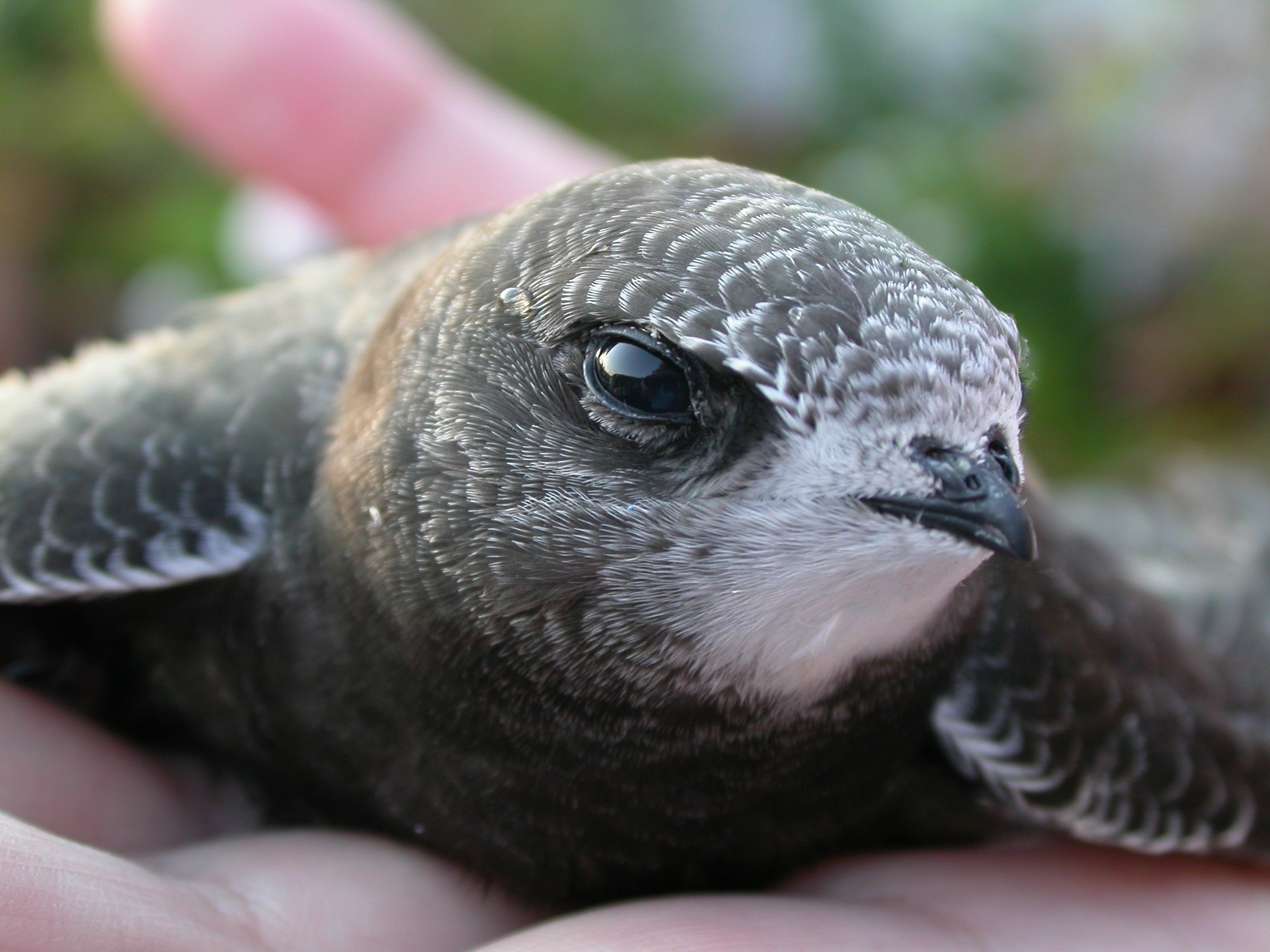
Vencejo enano

En comparación con otras aves de tamaño similar, los vencejos recién nacidos pasan un tiempo relativamente largo en el nido antes de salir volando. Esto se debe a que los volantones deben ser completamente independientes. El tiempo de nidificación dentro de la familia de los vencejos no muestra ninguna correlación con el tamaño. El periodo de nidificación más largo conocido para los vencejos es el del vencejo diademado. (Cypseloides cherriei); las crías de esta especie pasan entre 65 y 70 días en el nido.
Las aves adultas recogen el alimento en la bolsa de la garganta. Regurgitan una bola de comida pegajosa con saliva que pueden dar directamente a un solo polluelo o distribuirla entre varios. Tanto los adultos como los jóvenes ponen de su parte para mantener limpio el nido. Los excrementos son ingeridos o eliminados por los pájaros adultos. Las crías del vencejo rabiblanco (Aerodramus spodiopygius) defecan sobre el borde del nido el primer día tras la eclosión, los pollos de otras especies se comportan de forma similar, pero sólo cuando son algo mayores.
El periodo de nidificación también puede variar significativamente en función de las condiciones meteorológicas. Los polluelos de especies que crían en zonas con un suministro fluctuante de alimentos pueden acumular la mayor cantidad de grasa y sobrevivir hasta una semana cuando escasea el alimento, con lo que su peso puede reducirse a la mitad. Como los vencejos necesitan volar inmediatamente después de emplumar y las reservas de grasa deben haberse agotado para entonces, los polluelos bien alimentados de algunas especies deben cambiar de un extremo al otro antes de emplumar; y tienen un sentido asombroso de cuándo dejar de alimentarse para tener el peso óptimo para volar en el momento apropiado.

## Taxonomía

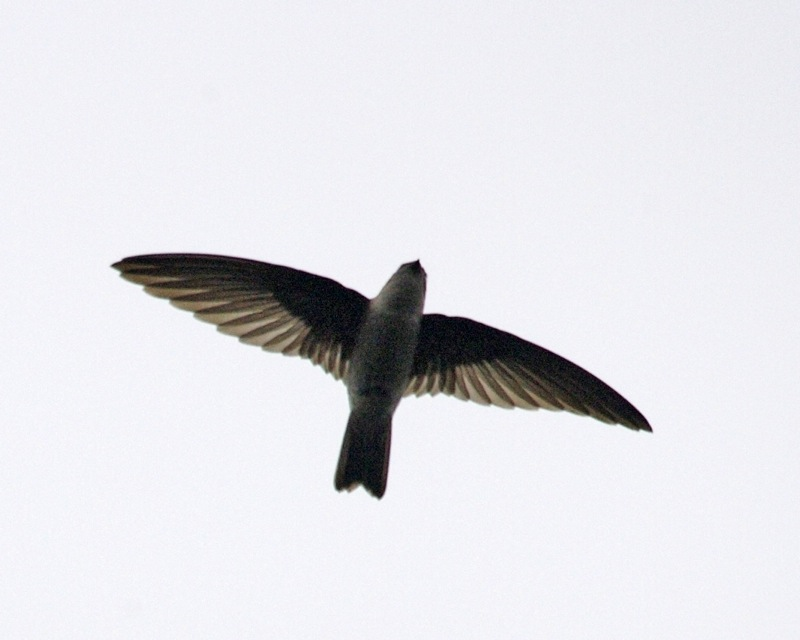
Aerodramus fuciphagus

### Tribu Cypseloidini
- Cypseloides rutilus - vencejo cuellirrojo
- Cypseloides phelpsi - vencejo de tepui
- Cypseloides niger - vencejo negro
- Cypseloides lemosi - vencejo pechiblanco
- Cypseloides rothschildi - vencejo parduzco
- Cypseloides fumigatus - vencejo negruzco
- Cypseloides cherriei - vencejo cuatro-ojos
- Cypseloides cryptus - vencejo barbiblanco
- Cypseloides storeri - vencejo frentiblanco
- Cypseloides senex - vencejo canoso

- Streptoprocne zonaris - vencejo acollarado
- Streptoprocne biscutata - vencejo nuquiblanco brasileño
- Streptoprocne semicollaris - vencejo nuquiblanco mexicano

### TribuCollocaliini(salanganas)
- Hydrochous gigas - salangana gigante

- Collocalia esculenta - salangana lustrosa
- Collocalia linchi - salangana linchi
- Collocalia troglodytes - salangana chica

- Aerodramus elaphrus - salangana de Seychelles
- Aerodramus francicus - salangana de las Mascareñas
- Aerodramus unicolor - salangana malabar
- Aerodramus mearnsi - salangana filipina
- Aerodramus infuscatus - salangana moluqueña
- Aerodramus hirundinaceus - salangana montana
- Aerodramus spodiopygius - salangana culiblanca
- Aerodramus terraereginae - salangana australiana
- Aerodramus brevirostris - salangana del Himalaya
- Aerodramus rogersi - salangana indochina
- Aerodramus vulcanorum - salangana volcánica
- Aerodramus whiteheadi - salangana de Whitehead
- Aerodramus nuditarsus - salangana tarsidesnuda
- Aerodramus orientalis - salangana de Guadalcanal
- Aerodramus palawanensis - salangana de Palawan
- Aerodramus salangana - salangana de la Sonda
- Aerodramus vanikorensis - salangana de Vanikoro
- Aerodramus pelewensis - salangana de las Palau
- Aerodramus bartschi - salangana de Guam
- Aerodramus inquietus - salangana de las Carolinas
- Aerodramus sawtelli - salangana de las Cook
- Aerodramus leucophaeus - salangana polinesia
- Aerodramus ocistus - salangana de las Marquesas
- Aerodramus maximus - salangana nidonegro
- Aerodramus fuciphagus - salangana nidoblanco
- Aerodramus germani - salangana de German (sudeste asiático)
- Aerodramus papuensis - salangana papú
- Schoutedenapus myoptilus - vencejo de Shoa
- Schoutedenapus schoutedeni - vencejo del Congo

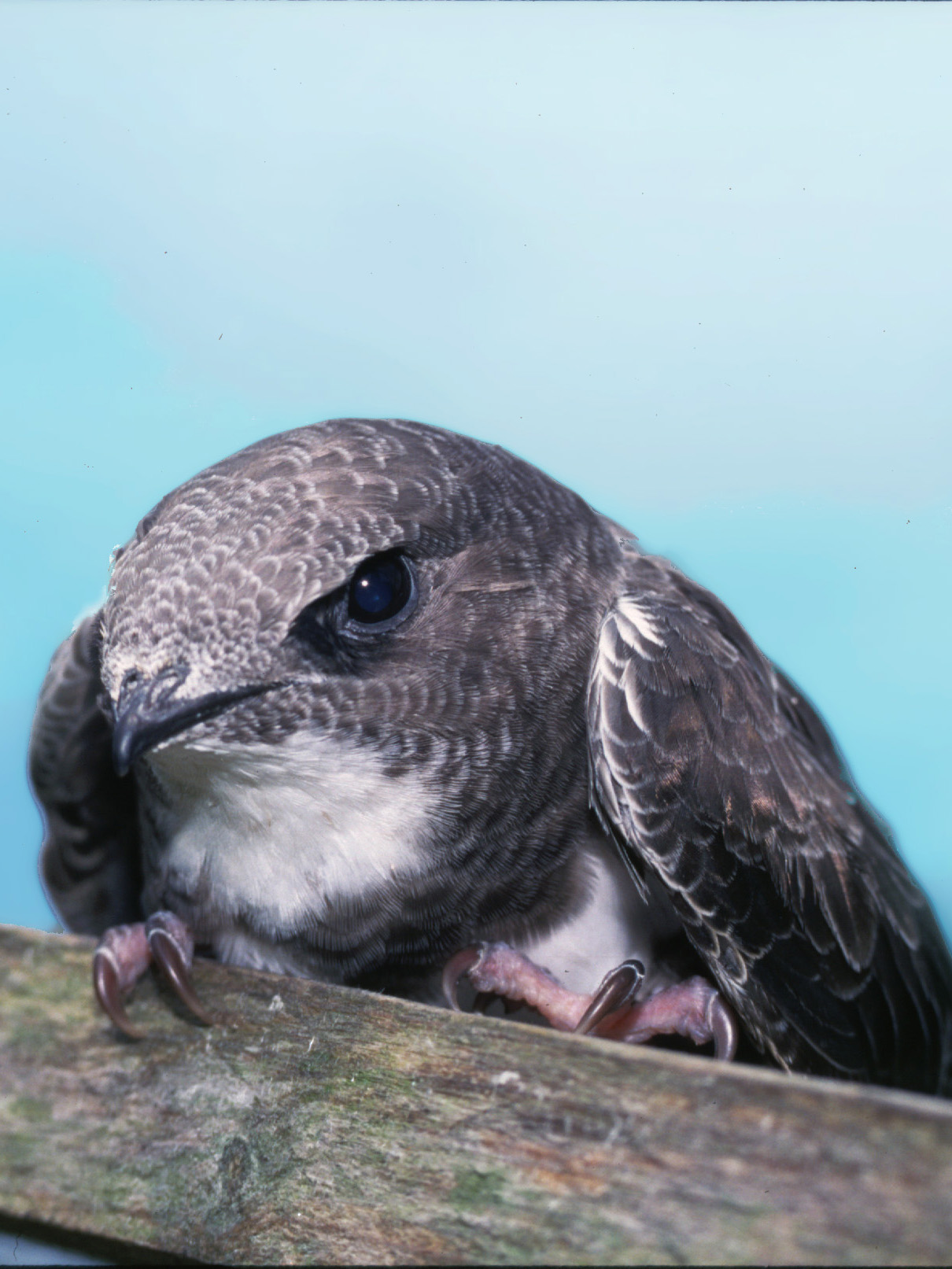
Tachymarptis melba

### Tribu Chaeturini
- Mearnsia picina - vencejo filipino
- Mearnsia novaeguineae - vencejo papú

- Zoonavena grandidieri - vencejo malgache
- Zoonavena thomensis - vencejo de Santo Tomé
- Zoonavena sylvatica - vencejo indio

- Telacanthura ussheri - vencejo de baobab
- Telacanthura melanopygia - vencejo del Ituri

- Rhaphidura leucopygialis - vencejo culiplata
- Rhaphidura sabini - vencejo de Sabine

- Neafrapus cassini - vencejo de Cassin
- Neafrapus boehmi - vencejo de Böhm

- Hirundapus caudacutus - vencejo mongol
- Hirundapus cochinchinensis - vencejo de la Cochinchina
- Hirundapus giganteus - vencejo gigante
- Hirundapus celebensis - vencejo de Célebes

- Chaetura spinicauda - vencejo lomiblanco
- Chaetura martinica - vencejo de Martinica
- Chaetura cinereiventris - vencejo ceniciento
- Chaetura egregia - vencejo egregio
- Chaetura pelagica - vencejo de chimenea
- Chaetura vauxi - vencejo de Vaux
- Chaetura chapmani - vencejo de Chapman
- Chaetura brachyura - vencejo rabón
- Chaetura andrei - vencejo de tormenta

### Tribu Apodini (vencejos típicos)
- Aeronautes saxatalis - vencejo gorgiblanco
- Aeronautes montivagus - vencejo montañés
- Aeronautes andecolus - vencejo andino

- Tachornis phoenicobia - vencejillo antillano
- Tachornis furcata - vencejillo venezolano
- Tachornis squamata - vencejillo tijereta

- Panyptila cayennensis - vencejo tijereta chico
- Panyptila sanctihieronymi - vencejo tijereta grande

- Cypsiurus balasiensis - vencejo palmero asiático
- Cypsiurus parvus - vencejo palmero africano

- Tachymarptis melba - vencejo real[12]
- Tachymarptis aequatorialis  - vencejo ecuatorial[12]
- Apus alexandri - vencejo de Cabo Verde
- Apus apus - vencejo común
- Apus unicolor - vencejo unicolor
- Apus niansae - vencejo de Nyanza
- Apus pallidus - vencejo pálido
- Apus barbatus - vencejo de El Cabo
- Apus berliozi - vencejo de Socotora
- Apus bradfieldi - vencejo de Namibia
- Apus balstoni - vencejo de Madagascar
- Apus pacificus - vencejo del Pacífico
- Apus acuticauda - vencejo de los Khasi
- Apus affinis - vencejo moro
- Apus nipalensis - vencejo oriental
- Apus horus - vencejo Horus
- Apus caffer - vencejo cafre
- Apus batesi - vencejo del Camerún